# 機工魔術士
《機工魔術士-enchanter-》（エンチャンター）是日本漫畫家河内和泉的漫畫作品。於《月刊GANGAN WING》2002年10月號開始連載，至2008年7月號結束。番外篇《機工魔術士-enchanter- SEQUEL》（エンチャンター シキュール）於『月刊ガンガンWING』2008年11月開始連載，至2009年3月號結束。單行本共19卷。在2004年11月26日及2005年1月28日分別發售廣播劇CD前後篇。由MAX FACTORY發售尤佳娜莉亞的figure。

## 概要
主人公—叶晴彦擅長修理機器，在一天遇見一名與心儀對象一模一樣的惡魔—尤佳娜莉亞，晴彦因剛好是尤佳娜莉亞的戀人的轉世，而被追擊著身體，企圖令已過身的戀人復活。

## 登場人物
聲優為廣播劇CD的配音

### 主要角色
晴彦（聲優：森田成一）
故事主人公。單戀著從小就認識的藤川優香，因為優香對機械不熟識，所以睛彥從小就學習物理系知識。
因外貌與弗魯卡尼爾相似，而被尤佳娜莉亞看上；在逃避尤佳娜莉亞時，被尼拉卡攻擊而捲入事件，其後在對尼拉卡反擊時得弗魯卡尼爾之力的幫忙，成了機工魔術士。
弗魯卡尼爾
與晴彦外貌相似的一級惡魔。在還是人間時是設計大聖堂之類的建築物，在與尤佳娜莉亞相遇後成為機工魔術士，其後成為戀人。與睛彥的性格不同，聰明而沉著，有人情味，周圍的人大都信賴他的能力。
尤佳娜莉亞（聲優：浅野真澄）
弗魯卡尼爾的契約惡魔，與其為戀人關係。在與弗魯卡尼爾相遇前，沒有現在的感情豐富，陰沉而寂靜，有很多不知道的事，也有把人類（男性）當成食物的殘忍性格；遇上弗魯卡尼爾後學習了很多事，性格也有所改變，變得開朗聰明（本人曾說過討厭以前的自己）。

### 機工魔術士及其契約惡魔
派拉薩斯（聲優：池田秀一）
一級悪魔的機工魔術士。通稱『骷髏』。專門醫療關係，由外科到內服藥、觸診（女性限定）等等。
一般為骷髏姿態，也能變成普通人的狀態。
小愛
安德魯夫（聲優：子安武人）
與菈兀兒簽訂契約的機工魔術士。
菈兀兒（聲優：かかずゆみ）
與安德魯夫簽訂契約的惡魔。
木村 麻奈（聲優：黒河奈美）
與睛彥就讀同一所學校，關西人。對睛彥有愛慕之意，但睛彥本人並不知道。家中是經營自行車屋。
原為普通人，之後成為與耐維契約的機工魔術士（簽寫契約書，沒有肉體上的關係）。
耐維（聲優：置鮎龍太郎）
因希望有能飛行的魔具而與木村麻奈契約的惡魔。能變身成烏鴉，最初知道麻奈時是以烏鴉姿態被其以單車所撞而受傷，其後以人形姿態追至麻奈修學旅行的地方。M屬性，暱稱『小納』。
希爾布雷德（聲優：岩永哲哉）
鑑定魔石等物品的鑑定士，是機工魔術士的一種。性格冷靜，睛彥說與岡田頗相似。
大和（聲優：大塚明夫）
専門製作原材料的機工魔術士。
梅爾克麗奧（聲優：川澄綾子）
雕金師。初登場時具有惡魔人格與人類人格。
九重 北都
跳級就讀大學的優等生，専攻機械工程。小學時雙親因事故身亡。
卡力歐司托羅
娜娜愛菈
九重 香子
北都的姊姊。身形嬌小，看不出已經27歲。
貝爾
管理回廊的惡魔。

### 其他惡魔
尼拉卡（聲優：辻谷耕史）
為得到費魯卡尼爾之力而追擊尤佳娜莉亞的惡魔，在被睛彥擊退不知為何變得很小，對於曾襲擊過的優香（當時誤以為其是尤佳娜莉亞）很親近。可能是變小的影響，只能「吱」地叫，被優香稱作『小吱』。當有危險接近優香時會變會原來的姿態保護她（但大小不變）。

### 晴彦就讀的高校的相關者
藤川 優香（聲優：冬馬由美）
睛彥學校的化學老師，從小就認識睛彥。
岡田 尚成（聲優：小林範雄）
睛彥的同學。登場人物中的常識人。
元木 靜（聲優：真殿光昭）
睛彥的同學。
谷村 愛子
麻奈的好友兼同班同學。

## 用語
機工魔術士
人類與惡魔簽訂契約之後轉變而成，其中一眼會改變瞳色，具有製作魔具的能力。

## 書籍
日本
- 河内和泉 『機工魔術士-enchanter-』 艾尼克斯、史克威尔艾尼克斯〈月刊ガンガンWING〉、全19卷

台灣
- 河内和泉 『機工魔術士』 東立出版社、全19卷